# Adcrocuta
Genre
Adcrocuta est un genre éteint de carnivore terrestre de la famille des Hyaenidae, qui vivait durant le Miocène.